# Исик Кул
Језеро Исик Кул (кирг. Ысыккөл, рус. Иссык-Куль) је велико безоточно језеро на падинама планина Тјен Шан у источној Киргизији. Језеро има површину од 6236 km². После језера Титикака то је друго највеће планинско језеро на свету. То је седмо најдубље језеро на свету, десето највеће језеро на свету по запремини (иако не по површини) и друго по величини слано језеро после Каспијског мора. Исик-Кул на киргиском језику значи „топло језеро“; иако се налази на високој надморској висини од 1.607 m (5.272 ft) и подложно јакој хладноћи током зиме, ретко се смрзава, због сланости.
Језеро се никада не леди зими и поред температуре ваздуха која се спушта до -20 °C. Ово је последица чињенице да је језеро дубоко и да се нижи слојеви воде температуре >4 °C мешају са површинским. Додатни фактор је сланост воде која иде до 6 g/kg. Језеро Исик Кул је богато рибом. Ово језеро је рамсарско подручје глобално значајног биодиверзитета и чини део резервата биосфере Исик-Кул.

## Географија
Језеро Исик-Кул дугачко је 182 километра, широко до 60 километара, а његова површина износи 6.236 km2 (2.408 sq mi). То је друго највеће планинско језеро на свету иза језера Титикака у Јужној Америци. Налази се на 1.607 метара надморске висине и достиже 668 метара дубине.
У језеро се улива око 118 река и потока; највећи су Дјиргалан и Тиуп. Воду добија од малих извора као и из воде од топљења снега. Језеро нема тренутни излаз, али неки хидролози претпостављају да вода језера филтрира дубоко под земљом у реку Чу. На дну језера налази се минерални монохидрокалцит: једно од ретких познатих лакстринских лежишта.
Салинитет воде у језеру је око. 0,6% - у поређењу са 3,5% сланости типичне морске воде - и, иако је ниво језера и даље за неких 8 метара виши него у средњовековним временима, његов ниво сада опада за отприлике 5 центиметара (2,0 инча) годишње због преусмеравањa воде.
Административно, језеро и суседно земљиште налазе се у региону Исик-Кул, Киргистан.

## Туризам
За време совјетске ере, језеро је постало популарно летовалиште, уз бројне санаторије, пансионе и куће за одмор дуж северне обале, од којих су многи концентрисани у и око града Чолпон-Ата. Они су падали у тешким временима након распада Совјетског Савеза, али сада се хотелски комплекси обнављају и постављају се једноставни приватни изнајмљивање ноћења са доручком за нову генерацију посетилаца за здравље и одмор.

## Историја
Језеро Исик-Кул било је тачка заустављања на путу свиле, копненом путу за путнике са далеког истока у Европу. Велики кинески будистички учењак-монах Ксуанзанг прошао је поред овог језера и приметио детаље у путопису Great Tang Records on the Western Regions из 7. века. Једном је језеро било у власништву Кинејске династије Кинг, а после је препуштено Русији - заједно са околном територијом. Многи историчари верују да је језеро исходиште црне смрти која је захватила Европу и Азију током раних и средина 14. века. Тако се куга ширила преко ових континената преко средњовековних трговаца, који су несвесно носили заражене штеточине заједно са њима.
Ниво језера је неких осам метара виши него у средњовековним временима. Рониоци су пронашли остатке потопљених насеља у плитким пределима око језера. У децембру 2007. објављен је извештај тима киргистичких историчара, на челу са Владимиром Плоскимом, потпредседником Киргишке академије наука, да су археолози открили остатке напредне цивилизације старе 2500 година на дну језера. Добијени подаци и артефакти указују на то да је древни град у своје време био метропола. Откриће се састојало од грозних зидова, од којих се неки протежу на 500 метара и трагова великог града, површине неколико квадратних километара. Остали налази су скитске гробнице које су током векова еродирали вековима, и бројни добро очувани артефакти, укључујући стреле, бодеже, предмете које су ковачи одбацили, новац итд.
Предмети који су идентификовани као најстарији постојећи новчићи на свету, пронађени су под водом, са златним жичаним прстеновима. Такође је пронађен бронзани казан са нивоом израде који се данас постиже коришћењем инертног гасног окружења.
Године 1916. манастир код језера напали су киргистички побуњеници, а седам монаха је убијено.

## Легенда
У преисламској легенди, краљ Озон имао је магареће уши. Сакрио би их и убио своје берберине да би сакрио своју тајну. Један берберин је довикнуо тајну у бунар, али није отворио бунар након тога. Као резултат тога, бунарска вода је порасла и поплавила краљевство. Краљевство је данас под водама Исик-Кула. Према легенди, тако је настало језеро. Друге легенде кажу да четири утопљена града леже на дну језера. Значајни археолошки налази који указују на присуство напредне цивилизације у древна времена направљени су у плитким водама језера.

## Руска морнарица
Током совјетског периода, совјетска морнарица управљала је опсежним објектом на источном крају језера, где је извршена процена технологије подморнице и торпеда. У марту 2008. Киргизске новине известиле су да ће 866 хектара (2.140 хектара) око полуострва Карабулан на језеру бити изнајмљено на неодређено време Руској морнарици, која планира да успостави нова постројења за тестирање у мору као део билатералног споразума из 2007. године. Руска војска платиће 4,5 милиона долара годишње за закуп тог подручја. Индија такође планира да уложи у постројење за тестирање свих врста торпеда попут торпеда велике тежине и оних који имају термални навигациони систем. Још једна предност која делује за центар за тестирање је та што се испаљена торпеда такође може опоравити омогућавајући научницима да изврше физичку верификацију структуре торпеда за даље проучавање. Индија такође планира да користи постројење за тестирање торпеда за тестирање аутономног подводног возила које је развио НСТЛ. У ту сврху, Индија је предложила да ангажује локалне компаније са кнов-хов-ом у технологији торпеда за даљи заједнички развој постројења.